# Ouled Sidi Mihoub
Ouled Sidi Mihoub est une commune de la wilaya de Relizane en Algérie.